# سوشیرو
سوشیرو (ژاپنی: あきんどスシロー)، یک فروشگاه تخصصی سوشی (کایتن سوشی) چندملیتی است. دفتر مرکزی آن در سوئیتا، اوساکا است.